# Robert I van Boves
Robert I van Boves (overleden te Akko in 1191) was van 1130 tot aan zijn dood heer van Boves en graaf van Amiens. Hij behoorde tot het huis Coucy.

## Levensloop
Robert I was de tweede zoon van heer Thomas I van Coucy uit diens derde huwelijk met Melisende, dochter van heer Gwijde van Crécy. Na de dood van zijn vader werd hij in 1130 heer van Boves, de stamzetel van zijn familie, en graaf van Amiens. 
In 1189 nam hij samen met zijn neef, heer Rudolf I van Coucy, deel aan de Derde Kruistocht. In juli 1190 maakte hij deel uit van de voorhoede die onder leiding van graaf Hendrik II van Champagne de kruisvaarders vervoegde bij het Beleg van Akko. Robert stierf er in 1191, toen het beleg nog in volle gang was. Zijn zoon Engelram II volgde hem op als heer van Boves, maar het graafschap Amiens werd in beslag genomen door de kroon.

## Huwelijk en nakomelingen
Robert I was gehuwd met Beatrix, dochter van graaf Hugo III van Saint-Pol. Ze kregen volgende kinderen:
- Engelram II (overleden voor 1224), heer van Boves
- Robert (overleden in 1226/1228), heer van Fouencamps
- Hugo (overleden in 1215)
- Thomas, geestelijke